# Morten P. Meldal
Morten Peter Meldal (sinh ngày 16 tháng 1 năm 1954) là nhà hóa học người Đan Mạch. Ông là giáo sư Hóa học tại Đại học Copenhagen ở Copenhagen, Đan Mạch. Ông được biết đến nhiều nhất vì đã phát triển phản ứng CuAAC-click, đồng thời với nhưng độc lập với Valery V. Fokin và K. Barry Sharpless.

## Tiểu sử
Meldal nhận bằng Cử nhân Khoa học và Tiến sĩ về Kỹ thuật Hóa học từ Đại học Kỹ thuật Đan Mạch (DTU); Tiến sĩ của ông công việc được giám sát bởi Klaus Bock và tập trung vào hóa học tổng hợp của cacbobydrat. Từ năm 1983-1988, ông là postdoc về hóa học hữu cơ lúc đầu tại DTU, sau đó là Phòng thí nghiệm Sinh học Phân tử tại Đại học Cambridge then at the University of Copenhagen. Năm 1996, ông được bổ nhiệm làm trợ lý giáo sư tại DTU. Từ năm 1998, ông đã lãnh đạo nhóm tổng hợp tại Khoa Hóa học của Phòng thí nghiệm Carlsberg.